# Mick Mathers
Mick Mathers (ur. 1 marca 1955 w Perth) – australijski rugbysta grający na pozycji wspieracza, reprezentant kraju, następnie działacz.
Uczęszczał do Church of England Grammar North Sydney, zwanej również Shore School, gdzie prócz rugby z sukcesami uprawiał również lekkoatletykę.
W trakcie kariery związany był z klubem Eastwood, dla którego rozegrał ponad sto spotkań. Reprezentował także Sydney oraz został wybrany do stanowej drużyny Nowej Południowej Walii, w której rozegrał czternaście spotkań, z czego jedenaście jako kapitan. Kilkukrotnie plasował się w czołówce plebiscytu na najlepszego zawodnika Sydney.
W roli wicekapitana kadry Australian Schoolboys na przełomie lat 1973/74 przebywał z serią spotkań na Wyspach Brytyjskich. W seniorskiej reprezentacji kraju w 1980 roku rozegrał dwa testmecze, przeciwko Fidżi i Nowej Zelandii. Brał też udział w towarzyskich spotkaniach Wallabies z zespołami klubowymi lub regionalnymi, również jako kapitan.
Był wiceprezesem i prezesem New South Wales Rugby Union, wcześniej zasiadając w Judicial Committee. W 2008 roku był członkiem podobnego komitetu w SANZAR.
Jego syn, Phil Mathers, był mistrzem świata U-19 z 2006 roku, również grającym na pozycji wspieracza, zaś ojciec Jim był rugbystą, krykiecistą i trenerem sportowym.